# Anaspis aharonii
Anaspis aharonii es una especie de coleóptero de la familia Scraptiidae.

## Distribución geográfica
Habita en Israel.